# Valery Karasyov
Pour les articles homonymes, voir Karasyov.
Valery Nikolayevich Karasyov, né le 23 septembre 1946 à Moscou, est un gymnaste artistique soviétique.
Il est le mari de la gymnaste Olga Karasyova.

## Palmarès

### Jeux olympiques
- Mexico 1968
  -  médaille d'argent au concours par équipes

### Championnats du monde
- Dortmund 1966
  -  médaille d'argent au concours par équipes
- Ljubljana 1970
  -  médaille d'argent au concours par équipes